# Carmignano di Brenta
Carmignano di Brenta es una comuna italiana, de 7.536 habitantes, de la provincia de Padua, en la región del Véneto.

## Cultura

### Arte
Carmignano di Brenta es la región donde vivió y trabajó el escultor Giuseppe Monegato. En la calle Roma se encuentra actualmente la casa que fue del artista y en la cual se pueden encontrar frescos con motivos de la Biblia. Cerca, en el edificio comunal es posible contemplar las esculturas de cerámica que realizó el artista inspirándose en la obra de Dante Alighieri, Infierno (Divina Comedia) y en el infierno de la Segunda Guerra Mundial.

## Evolución demográfica
| Gráfica de evolución demográfica de Carmignano di Brenta entre 1861 y 2001 |
|                                                                            |
| Fuente ISTAT - elaboración gráfica de Wikipedia                            |